# Pila de artesa

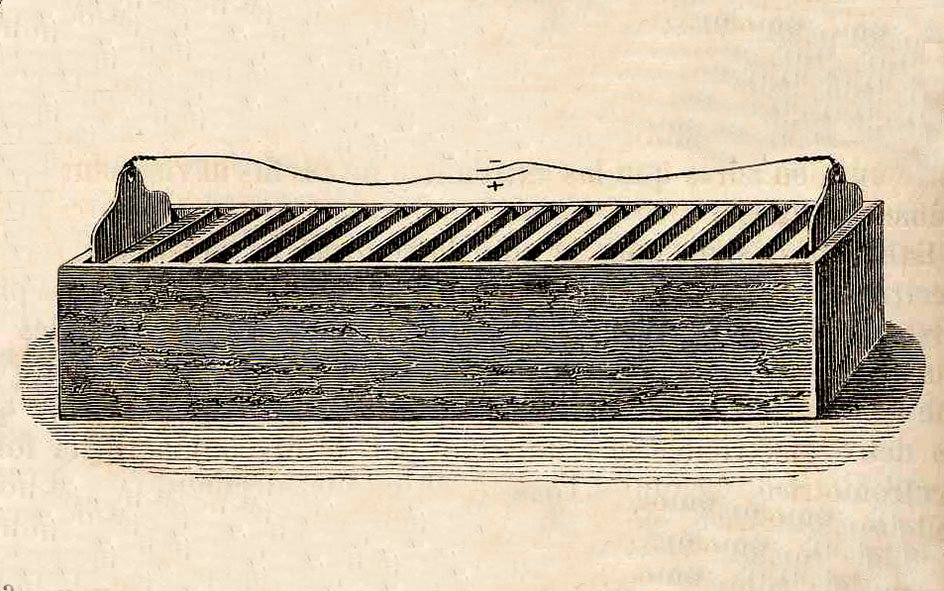
Una pila de artesa.

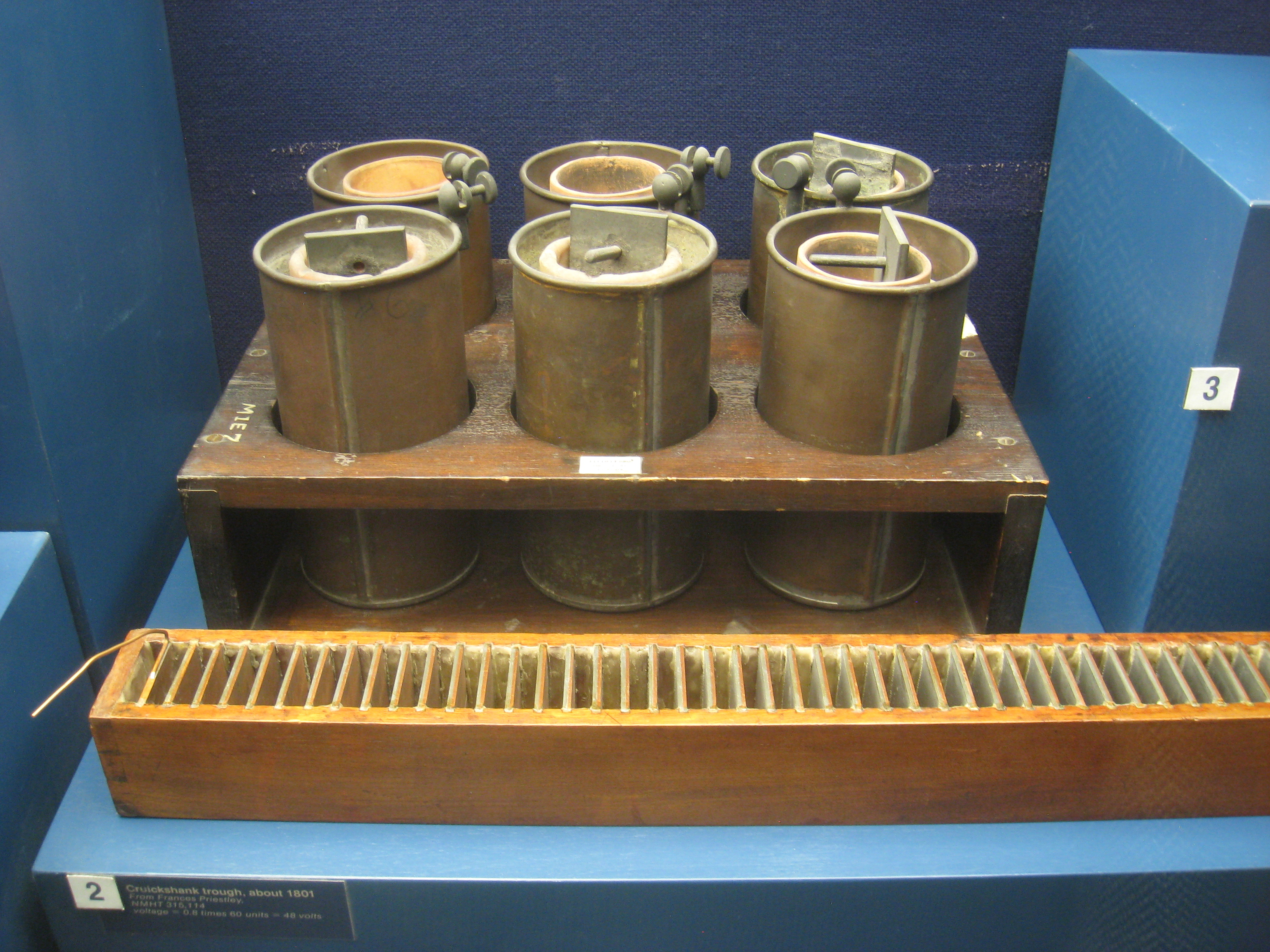
Pila de artesa de Joseph Priestley (parte delantera)

La pila de artesa era una variante de la pila voltaica de Alessandro Volta y fue inventada por William Cruickshank en 1802.

## Inconvenientes de la pila de Volta
La batería de Volta consistía en piezas de tela empapadas en salmuera colocadas entre discos metálicos de zinc y cobre, amontonados en una pila. Esto daba lugar a una fuga de electrolitos cuando el peso de los discos forzaba la salida de electrolitos de la tela.
No podía limpiarse bien,o sustituir las placas metálicas corroídas, sin eliminar antes la disolución ácida que impregnaba la pila.

## Ventaja de la pila de artesa
Cruickshank resolvió situando la batería de lado, en posición horizontal, dentro de una caja rectangular. El interior de esta caja estaba forrada con un aislante, y los pares de láminas de zinc y cobre estaban fijas a esta caja, uniformemente espaciados. Entre las placas quedaban unos espacios o canales que se llenaron con una disolución de electrólito. En tanto que la caja no fuese zarandeada, no había riesgo de derrames de este electrólito.

## Estructura
Está formada por una caja de madera rectangular recubierta en su parte interna por goma-laca. Unas placas rectangulares de zinc y cobre, soldadas entre sí, estaban sujetas a las paredes aislantes de la caja y dispuestas paralelamente entre sí, dejando unos huecos entre sí. Estos huecos se rellenas con una disolución de ácido sulfúrico que actúa en sustitución de los discos de tela empapada de salmuera de las pilas de Volta. Posteriormente, este diseño fue modificado por Humphry Davy y William Nicholson, y más tarde, sustituida por la pila de Bunsen.